# 159-й истребительный авиационный полк
159-й истребительный авиационный Таллинский Краснознамённый полк — воинская часть Вооружённых Сил СССР в Великой Отечественной войне.

## История
Полк сформирован в октябре 1940 года.
В составе действующей армии во время ВОВ c 22 июня 1941 по 9 мая 1945 года.
На 22 июня 1941 года базируется в Гривочках под Ленинградом, имея в наличии 15 истребителей И-16 из них два неисправных и 58 МиГ-3, из них один неисправный. Пилоты ещё не были обучены к полётам на МиГах. Перелетел на аэродром Сиверская. В течение первых дней войны передал большую часть своих самолётов в другие подразделения, и в распоряжении полка остались 23 исправных и 3 неисправных МиГ-3. В течение июля 1941 года подчинялся оперативно 7-му авиакорпусу ПВО, действовал на подступах к Ленинграду, в частности в июле 1941 в районе Луга, Уторгош, Мшинская, Порхов в августе 1941 в районе Красногвардейска
В начале августа 1941 года полк был переведён на трёхэскадрильный штат, а к сентябрю количество эскадрилий в полку сократилось до двух. Перелетел в конце августа 1941 года в район Новая Ладога, действует в сентябре 1941 года в районе Мга — Синявино
20 сентября 1941 года был выведен на переформирование. К этому времени полк по своим отчётам выполнил 2688 самолёто-вылетов, потеряв в боях 34 истребителя, 12 лётчиков и двух техников, сбив при этом 46 самолётов противника, уничтожив в результате штурмовых ударов 20 автомобилей и 10 танков.
В декабре 1941 года вернулся на фронт, был вооружён истребителями P-40 «Tomahawk» в количестве 20 штук, в конце 1941 — начале 1942 года осуществлял прикрытие станций Жихарево и Войбокало. Также в течение 1942 года действует над населёнными пунктами Кордыня, Погостье, Назия, Малукса, Кобона, Арбузово, Липки, прикрывает коммуникации на Ладожском озере. Собственно, действует восточнее и южнее Ленинграда и в 1943 году: в частности, вылетает в район Пушкина, ведёт воздушные бои над Волховым, в августе 1943 года обеспечивает воздушное прикрытие в ходе Мгинской операции.
С 12 июня 1942 года в полку действует звено именных истребителей P-40 «Бауманцы — герою Лукьянову» от трудящихся Бауманского района. Весной 1943 года перевооружён истребителями Ла-5, в том числе в полк поступил именной Ла-5 «Валерий Чкалов» от колхозников и колхозниц Горьковской области.
С января 1944 года принимает участие в Ленинградско-Новгородской операции, действует в районе Любани, Тосно, Луги, до лета 1944 года — в районе Нарвы, Пскова
В июне 1944 года привлекался для участия в Выборгской наступательной операции, действует в районе Выборга, сражаясь с самолётами финских ВВС.
Вновь действует в районе Нарвского перешейка, Чудского озера, Эстонии с конца июня 1944 года в рамках проводимой Таллинской операции, за операцию удостоен почётного наименования «Таллинский».
Затем до конца войны действует в Прибалтике.

## Переименование полка
159-й истребительный авиационный полк 21 июля 1972 года был переименован в 114-й истребительный авиационный полк

## Подчинение
| Дата            | Фронт (округ)                                        | Армия                                      | Корпус        | Дивизия                                  | Примечания                                    |
| --------------- | ---------------------------------------------------- | ------------------------------------------ | ------------- | ---------------------------------------- | --------------------------------------------- |
| 22.06.1941 года | Северный фронт                                       | -                                          | -             | 5-я смешанная авиационная дивизия        | -                                             |
| 01.07.1941 года | Северный фронт                                       | -                                          | -             | 5-я смешанная авиационная дивизия        | -                                             |
| 10.07.1941 года | Северный фронт                                       | -                                          | -             | -                                        | в оперативном подчинении 7-го авиакорпуса ПВО |
| 01.08.1941 года | Ленинградский фронт                                  | -                                          | -             | 2-я смешанная авиационная дивизия        | в оперативном подчинении 7-го авиакорпуса ПВО |
| 01.09.1941 года | Ленинградский фронт                                  | -                                          | -             | 39-я истребительная авиационная дивизия  | -                                             |
| 01.10.1941 года | Ленинградский фронт                                  | -                                          | -             | 39-я истребительная авиационная дивизия  | на переформировании                           |
| 01.11.1941 года | Ленинградский фронт                                  | -                                          | -             | 39-я истребительная авиационная дивизия  | на переформировании                           |
| 01.12.1941 года | Ленинградский фронт                                  | -                                          | -             | 39-я истребительная авиационная дивизия  | на переформировании                           |
| 01.01.1942 года | Ленинградский фронт                                  | -                                          | -             | 39-я истребительная авиационная дивизия  | -                                             |
| 01.02.1942 года | Ленинградский фронт                                  | -                                          | -             | 39-я истребительная авиационная дивизия  | -                                             |
| 01.03.1942 года | Ленинградский фронт                                  | -                                          | -             | -                                        | -                                             |
| 01.04.1942 года | Ленинградский фронт                                  | 8-я армия                                  | ВВС 8-й армии | -                                        | -                                             |
| 01.05.1942 года | Ленинградский фронт (Группа Волховского направления) | 8-я армия                                  | ВВС 8-й армии | -                                        | -                                             |
| 01.06.1942 года | Ленинградский фронт (Волховская группа войск)        | 8-я армия                                  | ВВС 8-й армии | -                                        | -                                             |
| 01.07.1942 года | Ленинградский фронт                                  | Авиационная группа генерал-майора Жданова  | -             | -                                        | -                                             |
| 01.08.1942 года | Ленинградский фронт                                  | Авиационная группа генерал-майора Жданова  | -             | -                                        | -                                             |
| 01.09.1942 года | Ленинградский фронт                                  | Авиационная группа генерал-майора Андреева | -             | -                                        | -                                             |
| 01.10.1942 года | Ленинградский фронт                                  | Авиационная группа генерал-майора Андреева | -             | -                                        | -                                             |
| 01.11.1942 года | Ленинградский фронт                                  | Авиационная группа генерал-майора Андреева | -             | -                                        | -                                             |
| 01.12.1942 года | Ленинградский фронт                                  | -                                          | -             | 275-я истребительная авиационная дивизия | -                                             |
| 01.01.1943 года | Ленинградский фронт                                  | 13-я воздушная армия                       | -             | 275-я истребительная авиационная дивизия | -                                             |
| 01.02.1943 года | Ленинградский фронт                                  | 13-я воздушная армия                       | -             | 275-я истребительная авиационная дивизия | -                                             |
| 01.03.1943 года | Ленинградский фронт                                  | 13-я воздушная армия                       | -             | 275-я истребительная авиационная дивизия | -                                             |
| 01.04.1943 года | Ленинградский фронт                                  | 13-я воздушная армия                       | -             | 275-я истребительная авиационная дивизия | -                                             |
| 01.05.1943 года | Ленинградский фронт                                  | 13-я воздушная армия                       | -             | 275-я истребительная авиационная дивизия | -                                             |
| 01.06.1943 года | Ленинградский фронт                                  | 13-я воздушная армия                       | -             | 275-я истребительная авиационная дивизия | -                                             |
| 01.07.1943 года | Ленинградский фронт                                  | 13-я воздушная армия                       | -             | 275-я истребительная авиационная дивизия | -                                             |
| 01.08.1943 года | Ленинградский фронт                                  | 13-я воздушная армия                       | -             | 275-я истребительная авиационная дивизия | -                                             |
| 01.09.1943 года | Ленинградский фронт                                  | 13-я воздушная армия                       | -             | 275-я истребительная авиационная дивизия | -                                             |
| 01.10.1943 года | Ленинградский фронт                                  | 13-я воздушная армия                       | -             | 275-я истребительная авиационная дивизия | -                                             |
| 01.11.1943 года | Ленинградский фронт                                  | 13-я воздушная армия                       | -             | 275-я истребительная авиационная дивизия | -                                             |
| 01.12.1943 года | Ленинградский фронт                                  | 13-я воздушная армия                       | -             | 275-я истребительная авиационная дивизия | -                                             |
| 01.01.1944 года | Ленинградский фронт                                  | 13-я воздушная армия                       | -             | 275-я истребительная авиационная дивизия | -                                             |
| 01.02.1944 года | Ленинградский фронт                                  | 13-я воздушная армия                       | -             | 275-я истребительная авиационная дивизия | -                                             |
| 01.03.1944 года | Ленинградский фронт                                  | 13-я воздушная армия                       | -             | 275-я истребительная авиационная дивизия | -                                             |
| 01.04.1944 года | Ленинградский фронт                                  | 13-я воздушная армия                       | -             | 275-я истребительная авиационная дивизия | -                                             |
| 01.05.1944 года | Ленинградский фронт                                  | 13-я воздушная армия                       | -             | 275-я истребительная авиационная дивизия | -                                             |
| 01.06.1944 года | Ленинградский фронт                                  | 13-я воздушная армия                       | -             | 275-я истребительная авиационная дивизия | -                                             |
| 01.07.1944 года | Ленинградский фронт                                  | 13-я воздушная армия                       | -             | 275-я истребительная авиационная дивизия | -                                             |
| 01.08.1944 года | Ленинградский фронт                                  | 13-я воздушная армия                       | -             | 275-я истребительная авиационная дивизия | -                                             |
| 01.09.1944 года | Ленинградский фронт                                  | 13-я воздушная армия                       | -             | 275-я истребительная авиационная дивизия | -                                             |
| 01.10.1944 года | Ленинградский фронт                                  | 13-я воздушная армия                       | -             | 275-я истребительная авиационная дивизия | -                                             |
| 01.11.1944 года | Ленинградский фронт                                  | 13-я воздушная армия                       | -             | 275-я истребительная авиационная дивизия | -                                             |
| 01.12.1944 года | Ленинградский фронт                                  | 13-я воздушная армия                       | -             | 275-я истребительная авиационная дивизия | -                                             |
| 01.01.1945 года | Ленинградский фронт                                  | 13-я воздушная армия                       | -             | 275-я истребительная авиационная дивизия | -                                             |
| 01.02.1945 года | Ленинградский фронт                                  | 13-я воздушная армия                       | -             | 275-я истребительная авиационная дивизия | -                                             |
| 01.03.1945 года | Ленинградский фронт                                  | 13-я воздушная армия                       | -             | 275-я истребительная авиационная дивизия | -                                             |
| 01.04.1945 года | Ленинградский фронт                                  | 13-я воздушная армия                       | -             | 275-я истребительная авиационная дивизия | -                                             |
| 01.05.1945 года | Ленинградский фронт                                  | 13-я воздушная армия                       | -             | 275-я истребительная авиационная дивизия | -                                             |

## Командиры
- Полковник Курцев В.Б. 1985-1991 гг
- И. А. Воронин, майор, 10.1940 — 12.08.1941, погиб
- Сокол, Константин Порфирьевич, подполковник, 08.1941 — 07.1943, погиб
- Покрышев, Пётр Афанасьевич 19.07.1943 — 1945
- Подполковник Мирин Георгий Гаврилович 1961-1962 гг.[2]
- Подполковник Куликов М. Х. 1963—1964 гг.[3][3]
- Подполковник Мачавариани М. 1964—1967 гг.[3][3]
- Подполковник Батаков А. 1967—1968 гг.[3] Погиб в августе 1968 г.
- Подполковник Куликов Ю. В. 1969—1970 гг.[3]
- Подполковник Длугач Л. 1970—1972 гг.[3]
- Подполковник Шканакин В.Г 1972—1975 гг.[3]
- Подполковник Жаворонков В. И. 1975—1978 гг.[3]
- Полковник Длугач Л. 1978—1979 гг.[3]
- Подполковник Кочегаров 1979—1981 гг.[3]
- Подполковник Гришалевич 1981—1984 гг.[3]
- Полковник Чуев 1984—1985 гг.[3]
- Подполковник Одинцов Р. М. 1985—1988 гг.[3]
- Полковник Матюшенко 1988—1991 гг.[3]

## Награды и наименования
| Награда                | Дата       | За что получена |
| ---------------------- | ---------- | --- |
| «Таллинский»           | 22.10.1944 | за отличие в боях за овладение столицей Эстонской ССР городом Таллин                                                                                           |
| Орден Красного Знамени | 16.12.1944 | За образцовое выполнение заданий командования в боях с немецкими захватчиками, за овладение островом Сарема (Эзель) и проявленные при этом доблесть и мужество |

## Отличившиеся воины полка
| Награда | Ф. И. О.                       | Должность                        | Звание            | Дата награждения | Данные о вылетах | Примечания                                                  |
| ------- | ------------------------------ | -------------------------------- | ----------------- | --- | ---------------- | ----------------------------------------------------------- |
|         | Булаев, Александр Дмитриевич   | Командир эскадрильи              | майор             | к моменту представления сбил 15 самолётов противника, 1 аэростат и в группе 8 самолётов.                                        | 02.09.1943       | посмертно, погиб 17.05.1943                                 |
|         | Габринец, Михаил Максимович    | Командир эскадрильи              | старший лейтенант | - | -                | 17.09.1941 совершил таран, погиб 19.05.1943                 |
|         | Веденеев, Валентин Иванович    | штурман эскадрильи               | Старший лейтенант | к моменту представления 82 боевых вылета, в 52 воздушных боях сбил 24 самолёта противника лично и 1 — в группе                  | 23.02.1945       | -                                                           |
|         | Ермаков, Дмитрий Васильевич    | командир звена                   | лейтенант         | к моменту представления 322 боевых вылета, в 54 воздушных боях сбил 25 самолётов противника лично                               | 23.02.1945       | -                                                           |
|         | Зотов, Виктор Алексеевич       | заместитель командира эскадрильи | Старший лейтенант | к моменту представления 336 боевых вылетов, в 87 боях сбил 17 самолётов противника лично и 10 в группе                          | 04.02.1944       | -                                                           |
|         | Лихолетов, Пётр Яковлевич      | командир эскадрильи              | Капитан           | к моменту представления 366 боевых вылетов, провёл 72 воздушных боя, в которых лично сбил 19 и в группе 5 самолётов противника. | 04.02.1944       | умер от ран 13.07.1945                                      |
|         | Лукьянов, Александр Михайлович | младший лётчик                   | младший лейтенант | к моменту представления 366 боевых вылетов, провёл 72 воздушных боя, в которых лично сбил 19 и в группе 5 самолётов противника. | 22.07.1941       | погиб 28.01.1942                                            |
|         | Охват, Афанасий Степанович     | Лётчик                           | лейтенант         | - | -                | 06.07.1941 совершил таран, погиб 06.09.1941                 |
|         | Покрышев, Пётр Афанасьевич     | командир полка                   | майор             | в составе полка награждён вторично                                                                                              | 24.08.1943       | -                                                           |
|         | Рощупкин, Иван Фролович        | Лётчик                           | младший лейтенант | Всего произвёл 160 боевых вылетов. В 42 воздушных боях сбил лично 5 самолётов противника и 2 — в группе                         | -                | 05.07.1941 совершил таран, не вернулся с задания 02.05.1943 |
|         | Серов, Владимир Георгиевич     | заместитель командира эскадрильи | Старший лейтенант | к моменту представления 203 боевых вылета, провёл 53 воздушных боя, сбил лично 20 и в составе группы 6 самолётов противника.    | 02.08.1944       | посмертно, погиб 26.06.1944                                 |